# Костноглава веслонога жаба
Костноглава веслонога жаба (Polypedates otilophus) е вид земноводно от семейство Rhacophoridae.

## Разпространение
Видът е разпространен в Бруней, Индонезия и Малайзия.